# Trachelas bicolor
Trachelas bicolor är en spindelart som beskrevs av Eugen von Keyserling 1887. Trachelas bicolor ingår i släktet Trachelas och familjen flinkspindlar. Inga underarter finns listade i Catalogue of Life.